# Löwen-Apotheke (Celle)

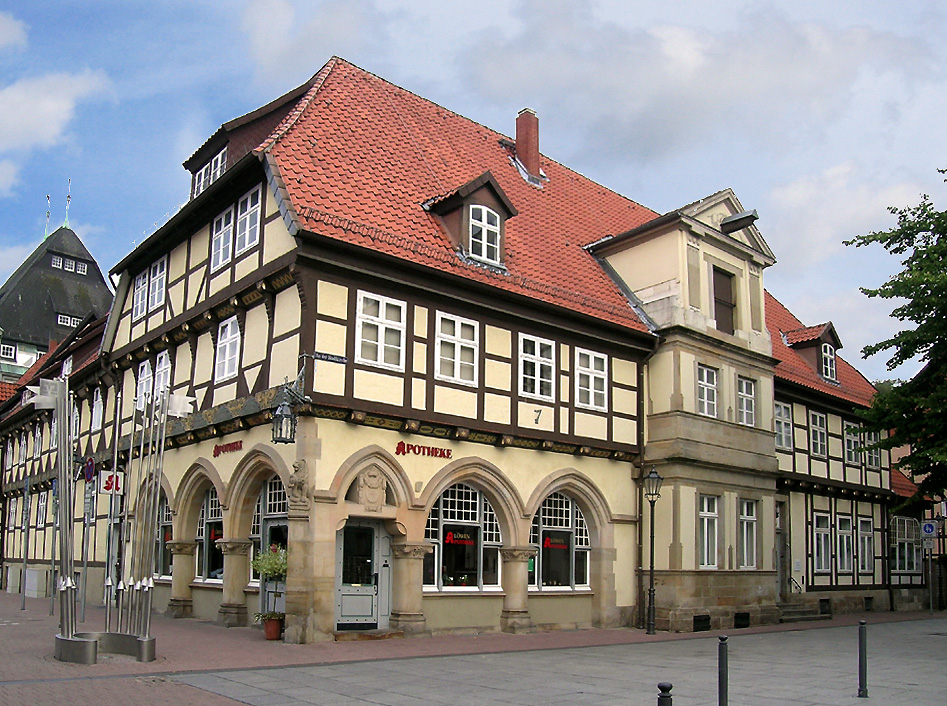
Löwenapotheke (2006)

Die ehemalige Löwenapotheke (Adresse: An der Stadtkirche 1 in der Altstadt von Celle) ist ein dreiflügeliges Eckgebäude gegenüber der Celler Stadtkirche. Sie wird heute als Museumscafé des angrenzenden Bomann-Museums genutzt.

## Bau
Die Löwenapotheke ist ein verschachteltes Bauwerk. Das eigentliche Hauptgebäude liegt traufständig zur Straße. Das Obergeschoss aus Fachwerk kragt unter dem Krüppelwalmdach über dem massiven Erdgeschoss hervor. Der unter einem Satteldach mit Schleppgauben liegende Seitenflügel im Südwesten steht mit der Traufe zur Straße „Stechbahn“. Seine Schwelle zeigt ein gotisch getrepptes Fries. Der Treppenfries weist auf das Baujahr 1530 hin.
Der nordwestliche Seitenflügel ist erheblich kleiner. Auch er ist zweigeschossig unter einem Satteldach angelegt. An der Ostfassade zur Stadtkirche hin findet sich eine zweiachsige massive Utlucht mit Zwerchgiebel. Die Schwelle zum Obergeschoss des Giebels zeigt einen Renaissance-Treppenfries. Die Balkenzier am Hauptgebäude entstand um 1650 mit zahlreichen Tieren und Fabelwesen. Der Seitenbau mit Erker ist auf die Zeit um 1800 datiert worden. 1906 wurde das Erdgeschoss durch den Architekten Alfred Sasse aus Hannover mit Jugendstilornamenten und den Bögen und Säulen aus Sandstein ergänzt.

## Nutzung
Als Zollhaus wurde das Gebäude ab 1537 genutzt, bis 1580 unter dem Herzog Wilhelm der Jüngere der Hofapotheker Johann Ellebrecht hier einzog. Bis 2010 befand sich hier die Apotheke, die im Gewölbekeller mit Antiquitäten eine historische Apotheke museal aufbereitete. Die Löwenapotheke wird nunmehr vom Bomann-Museum genutzt.

## Denkmal
Die ehemalige Löwenapotheke wird vom Niedersächsischen Landesamt für Denkmalpflege wegen seiner bau- und kulturhistorischen Bedeutung aus geschichtlichen und städtebaulichen Gründen als Einzeldenkmal eingestuft. Sie befindet sich in der Gruppe baulicher Anlagen Altstadt.